# Artur Kogan
Pour les articles homonymes, voir Kogan.
Artur Kogan est un joueur d'échecs israélien né le 29 janvier 1974 à Tchernivtsi en Ukraine et grand maître international depuis 1998.
Au 1er mars 2019, il est le 11e joueur israélien avec un classement Elo de 2 542 points.

## Biographie et carrière
Artur Kogan finit 2e-4e du championnat du monde cadet en 1989. 
Il est le vainqueur de nombreux tournois dont :
- le tournoi de Kecskemét 1994 en 1996 avec 9 points sur 11 ;
- l'open de Flessingue (Vlissingen) en 1996 avec 6 points sur 7 devant Ehlvest et Hort[2] ;
- l'open de Fourmies 1996 avec 5,5 points sur 6 ;
- le championnat open du Québec en 2000 à Montréal ;
- le championnat open des pays nordiques 2001 à Bergen, ex æquo avec Evgeni Agrest [3] avec 8 points sur 9 ;
- le tournoi de Salou en mai 2001, ex æquo avec Fabian Döttling[4] et 2004, ex æquo avec Moskalenko[5] ;
- l'open du championnat d'échecs de Paris en 2005, ex æquo avec Alberto David[6] ;
- l'open de Tarragone en 2005[7] ;
- l'open de La Pobla de Lillet en août 2007[8] ;
- l'open I Centro Goya de Las Palmas en 2014[9] ;
- l'open de l'île de La Palma en 2017 avec 8,5 points sur 9[10].

Il a représenté Israël lors du championnat d'Europe d'échecs des nations de 1989 : remplaçant de l'équipe B d'Israël, il marqua 4 points sur 6.

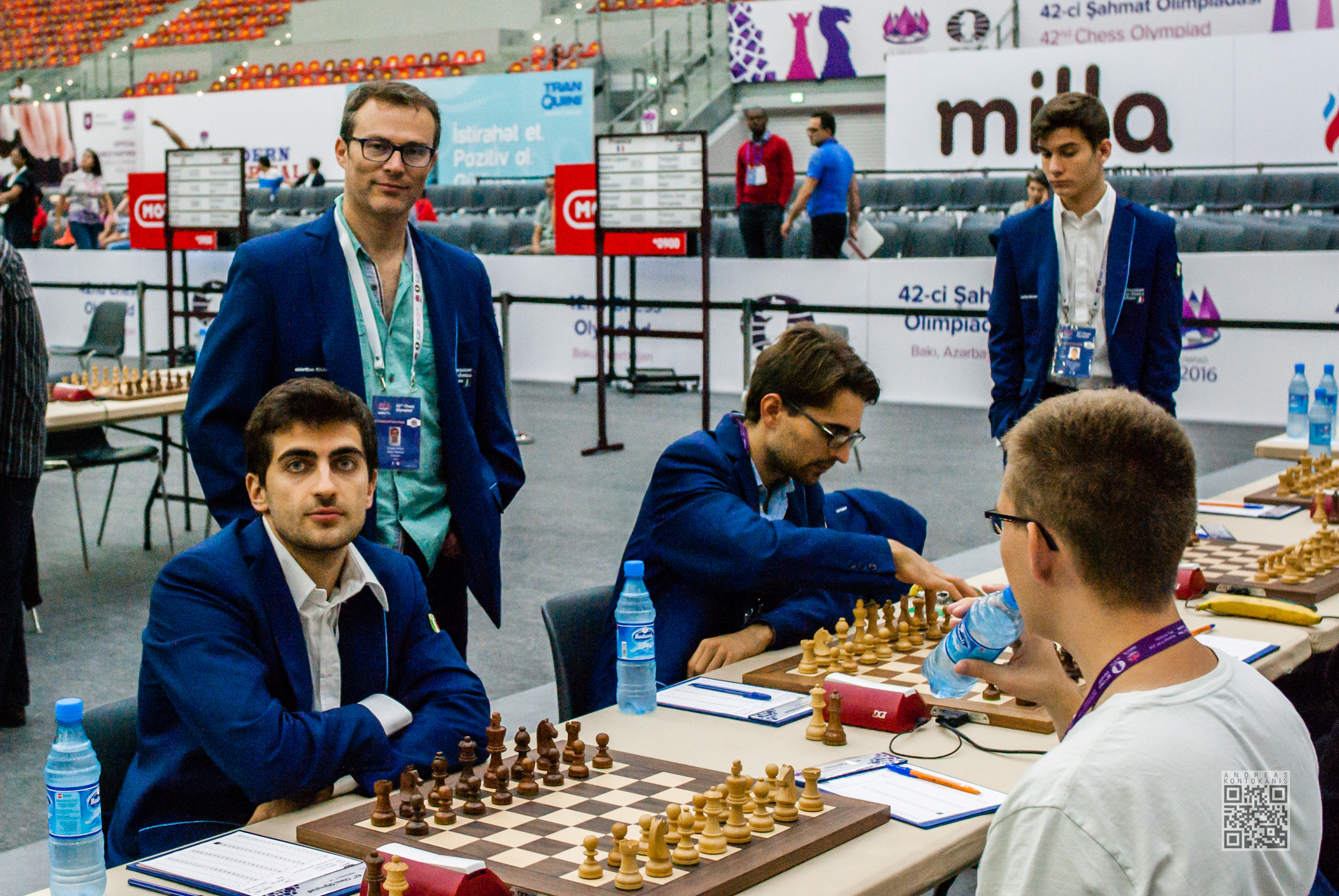
Équipe d'Italie à l'olympiade de 2016. Artur Kogan est debout à gauche.

Lors de l'Olympiade d'échecs de 2016, il fut le capitaine de l'équipe d'Italie.